# Saint-Célerin
Saint-Célerin là một xã ở tỉnh Sarthe trong vùng Pays-de-la-Loire, Tây Bắc nước Pháp.